# Fiorenza Cossotto
Fiorenza Cossotto (ur. 22 kwietnia 1935 w Crescentino) – włoska śpiewaczka operowa (mezzosopran).

## Kariera
Fiorenza Cossotto ukończyła z wyróżnieniem Turyńską Akademię Muzyczną. W 1957 r. zadebiutowała w operze Dialogi karmelitanek Francisa Poulenca jako Siostra Matylda. W 1958 r. zwróciła na siebie uwagę międzynarodowego środowiska muzycznego grając Jane Seymour w Annie Boleyn Gaetana Donizettiego. Od 1959 r. występowała na deskach najbardziej znanych światowych oper: jako Neris w Medei Luigiego Cherubiniego (w londyńskiej The Royal Opera, u boku Marii Callas), w tytułowej roli w Faworycie Gaetano Donizettiego (w La Scali w Mediolanie) oraz jako Amneris w Aidzie Giuseppe Verdiego (w nowojorskiej Metropolitan Opera). W tej ostatniej roli występowała następnie przez dwadzieścia lat - od 1968 r. do 1988 r. W wieku lat siedemdziesięciu pożegnała się ze sceną.
Fiorenza Cossotto wykonywała nie tylko partie typowo mezzosopranowe. Z powodzeniem grała również niektóre role przeznaczone dla niskich sopranów (Santuzzy w Rycerskości wieśniaczej Pietra Mascagniego, Adalgizy w Normie Vincenza Belliniego, itp.). Nagrała też płytę z sopranowymi ariami z oper Verdiego.

## Słynne role
- Laura w Giocondzie Amilcare Ponchiellego
- Cherubino w Weselu Figara Wolfganga Amadeusa Mozarta
- Eboli w Don Carlosie Giuseppe Verdiego
- Azucena w Trubadurze Giuseppe Verdiego
- Maddalena w Rigolettcie Giuseppe Verdiego
- Santuzza w Rycerskości wieśniaczej Pietra Mascagniego
- Adalgiza w Normie Vincenza Belliniego
- Lady Makbet w Makbecie Giuseppe Verdiego
- Preziosilla w Mocy przeznaczenia Giuseppe Verdiego
- Księżna de Bouillon w Adrianie Lecouvreur Francesca Cilei

### Występy w Polsce
W 1975 roku wystąpiła w Teatrze Wielkim w Warszawie w partii Azuceny.

## Życie prywatne
Przez czterdzieści lat mężem artystki był włoski bas Ivo Vinco; miała z nim syna, Roberta. Związek ten zakończył się rozwodem.